# Fregenal de la Sierra
Fregenal de la Sierra là một đô thị trong tỉnh Badajoz, Extremadura, Tây Ban Nha. Theo điều tra dân số 2006 (INE), đô thị này có dân số là 5.275 người.
38°09′B 06°39′T / 38,15°B 6,65°T